# Prix Alois-Kottmann
Le prix Alois-Kottmann (en allemand Alois-Kottmann-Preis) est un prix annuel international pour le violon classique, décerné à des violonistes internationaux extraordinaires.
Le prix est attribué en coopération avec la ville de Francfort-sur-le-Main. La compétition a lieu tous les ans en mai/juin, dans le cadre des Journées Internationales de la Musique de Hesse/Main-Taunus/Hofheim (en), à Hofheim am Taunus, dans le Land de Hesse,. Après la compétition, le prix est remis par le maire de Francfort au cours d'une cérémonie dans la Salle des Limpurg à l'hôtel de ville de Francfort, le Rathaus Römer. 

## Histoire

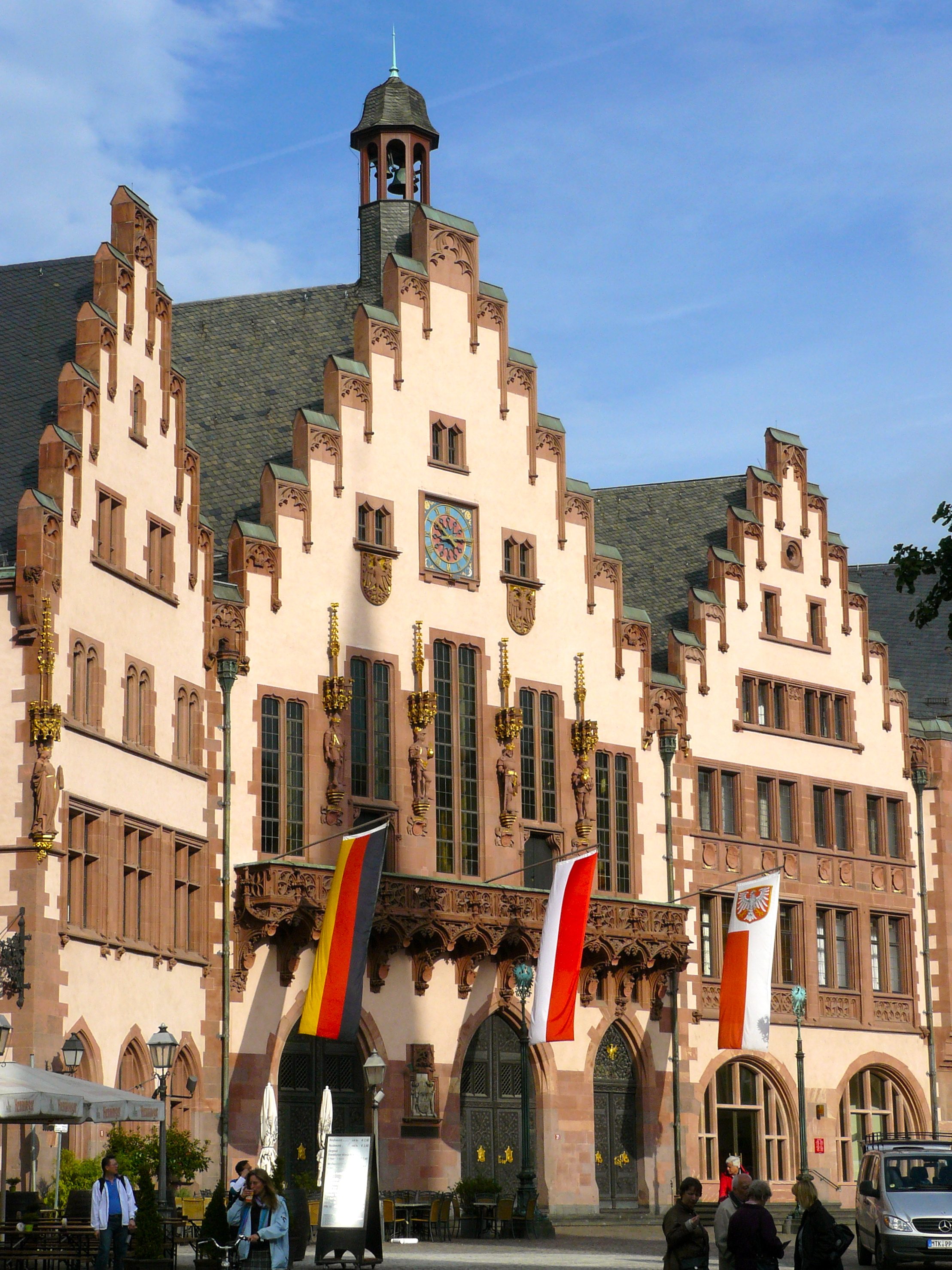
Cérémonie dans la Salle des Limpurg à l'hôtel de ville de Francfort-sur-le-Main, le Rathaus Römer

Le prix Alois Kottmann a été fondé en 2001 par le Professeur Alois Kottmann (de), violoniste allemand et enseignant à l'université.
Dans les premières années de la compétition il n'y avait qu'un seul lauréat par an, avec des prix spéciaux (Sonderprämien) en complément. En 2005, pour la première fois le prix était décerné à deux personnes. En 2006 et 2007, on annonçait, en plus des prix spéciaux, aussi des Besondere Anerkennung, ou Mentions honorables. En 2007, le Prix Bach de la ville de Hofheim am Taunus était conféré dans le cadre de la compétition à Sabrina-Vivian Höpcker (Allemagne). En 2010 il y avait un premier et deuxième prix, et d'autres compétiteurs recevaient des Lobende Anerkennung (Mention avec louanges).

## Intention du prix
Le prix est destiné à soutenir la tradition du violon pratiquée à Francfort par Carl Flesch, tradition représentée plus tard notamment par Alma Moodie et Max Rostal. Dans la sélection du lauréat, les juges mettent l'accent sur la rigueur classique, sur la compréhension artistique et stylistique de l'œuvre présentée, et sur un ton chantant qui exprime et marque la personnalité du violoniste,.

« On peut reconnaître un grand violoniste par le ton, mais chez les jeunes, aujourd'hui, ce n'est souvent pas possible. Ce qu'on entend d'eux, c'est joué avec éclat, mais sans personnalité reconnaissable. Le violon a été créé car l'homme pouvait aussi chanter avec lui. »

— Alois Kottmann (traduit en français)

## Dotation
Le prix est de 3 000 €. En outre, il y a des attributions de prix spéciaux (Sonderprämien), une médaille en argent, et un certificat. 

## Règles de la compétition
La compétition est ouvert aux violonistes de toutes les nations, sans limite d'âge. Un an avant la compétition, les morceaux à jouer sont publiés. Ces morceaux changent tous les ans. La mémorisation du morceau n'est pas nécessaire. La date limite d'inscription est actuellement en avril.

## Jury
Les membres du jury sont : Margit Neubauer (chant), le professeur Alois Kottmann, et Boris Kottmann (violon).

## Lauréats du Prix Alois Kottmann
| An    | Lauréat                   | Pays              | Prix spécial        | Pays                 | Mention honorable   | Pays         |
| ----- | ------------------------- | ----------------- | ------------------- | -------------------- | ------------------- | ------------ |
| 2001  | Bojidara Kouzmanova (en)  | Bulgarie          | Patricia Gross      | Allemagne            |                     |              |
| 2001  | Bojidara Kouzmanova (en)  | Bulgarie          | Vivien Wald         | Allemagne            |                     |              |
| 2002  | Ara Lee                   | Corée du Sud      | Giuseppe Carotenuto | Italie               |                     |              |
| 2002  | Ara Lee                   | Corée du Sud      | Almut Frenzel       | Allemagne            |                     |              |
| 2002  | Ara Lee                   | Corée du Sud      | Andrea E.-I. Kim    | Allemagne            |                     |              |
| 2002  | Ara Lee                   | Corée du Sud      | Vivien Wald         | Allemagne            |                     |              |
| 2003  | Maria Azova (de)          | Ouzbékistan       | Myung-Eun Lee       | Corée du Sud         |                     |              |
| 2003  | Maria Azova (de)          | Ouzbékistan       | Johanna Schlüter    | Allemagne            |                     |              |
| 2003  | Maria Azova (de)          | Ouzbékistan       | David Schultheiss   | Allemagne            |                     |              |
| 2004  | Julia-Evelyn Zis          | Pologne           | Almut Frenzel       | Allemagne            | Eun-Ae Kim          | Corée du Sud |
| 2005  | Aya Muraki                | États-Unis/ Japon | Marie-Luise Dingler | Allemagne            | Anna Knopp          | Autriche     |
| 2005  | Yoriko Muto               | Japon             | Dina Zemtsova       | Russie               | Viviane Waschbüsch  | Allemagne    |
| 2006  | Yeo Young Yoon            | Corée du Sud      | Zsuzsanna Czentnár  | Hongrie              | Bahadir Arkiliç     | Turquie      |
| 2006  | Myung Eun Lee             | Corée du Sud      | Zsuzsanna Czentnár  | Hongrie              | Bahadir Arkiliç     | Turquie      |
| 2007  | Chloé Kiffer              | France            | Rebecca Martin      | Allemagne            | Célia Schann        | France       |
| 2007  | Istvan Horvath            | Allemagne         | Rebecca Martin      | Allemagne            | Célia Schann        | France       |
| 2008  | Yan Yan Chang             | Chine             | Byol Kang           | Allemagne            |                     |              |
| 2008  | Yan Yan Chang             | Chine             | Martina Trumpp      | Allemagne            |                     |              |
| 2009, | Célia Schann              | France            | Ludwig Dürichen     | Allemagne            |                     |              |
| 2009, | Marcus Tanneberger (en)   | Allemagne         | Ludwig Dürichen     | Allemagne            |                     |              |
| 2009, | Harim Chun                | Corée du Sud      | Ludwig Dürichen     | Allemagne            |                     |              |
| 2010, | 1. Jayoung Jeon           | Corée du Sud      | Liv Migdal (de)     | Allemagne / Suède    | C. Christopher      | Taïwan       |
| 2010, | 2. Oleksii Semenenko      | Ukraine           | Katja Schott        | Ukraine              | C. Christopher      | Taïwan       |
| 2011  | Senta Johanna Kraemer     | Allemagne         | Saschka Haberl      | Allemagne            |                     |              |
| 2011  | Senta Johanna Kraemer     | Allemagne         | Bo Xiang            | Chine                |                     |              |
| 2012, | prix non décerné          | ./.               | prix non décerné    | ./.                  | Jon Hess-Andersen   | Danemark     |
| 2012, | prix non décerné          | ./.               | prix non décerné    | ./.                  | Stephanie Appelhans | Allemagne    |
| 2012, | prix non décerné          | ./.               | prix non décerné    | ./.                  | Anna Neubert        | Allemagne    |
| 2013  | Olga Arnakuliyeva         | Ukraine           | Brenda Frasier      | États-Unis           | SuJin Ann           | Corée du Sud |
| 2013  | Lisa Maria Schumann       | Japon / Allemagne | Mika Seifert        | Finlande / Allemagne | Verena Kurz         | Allemagne    |
| 2013  | Laura Zarina              | Lettonie          | Julia Weissmann     | Russie               | Katja Pletzsch      | Ouzbékistan  |
| 2014  | Verena Kurz               | Allemagne         | Yonjoo Kang         | Corée du Sud         |                     |              |
| 2014  | Verena Kurz               | Allemagne         | Sofia Roldan-Cativa | Argentine            |                     |              |
| 2014  | Antonia-Sophie Pechstaedt | Allemagne         | Jeanine Thorpe      | Royaume-Uni          |                     |              |
| 2014  | Antonia-Sophie Pechstaedt | Allemagne         | Lea Hausmann        | Allemagne            |                     |              |